# 山形トヨペット
山形トヨペット株式会社(やまがたトヨペット)は、山形県山形市に本社を置く、トヨタ自動車系の自動車ディーラー。

## 概要
従来は、地元資本による自動車ディーラーであったが、1999年（平成11年）3月、カメイ株式会社により買収され、同社の連結子会社となった。
レクサスも取り扱う。